# Naturschutzgebiet Mittelbruch

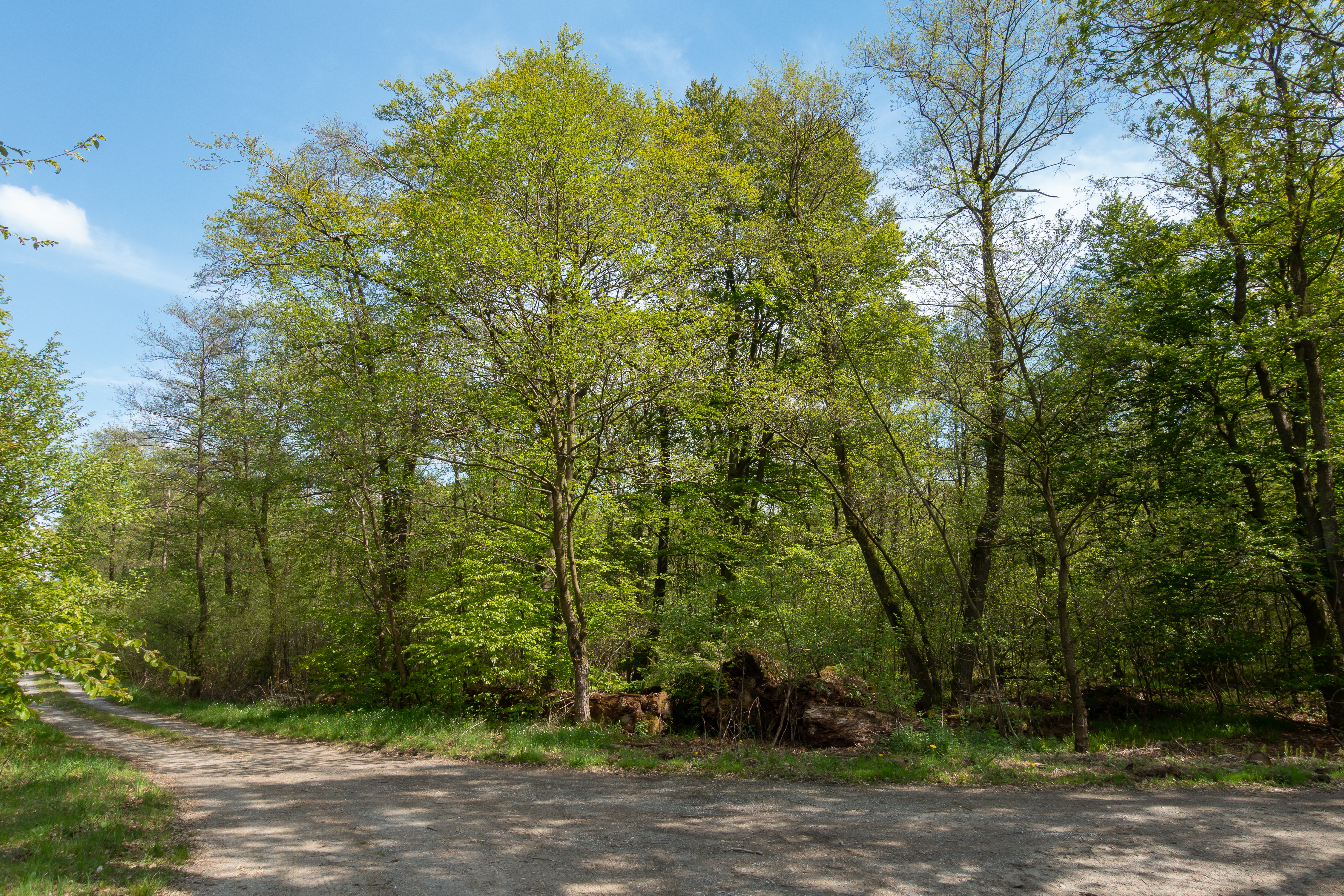
Naturschutzgebiet Mittelbruch

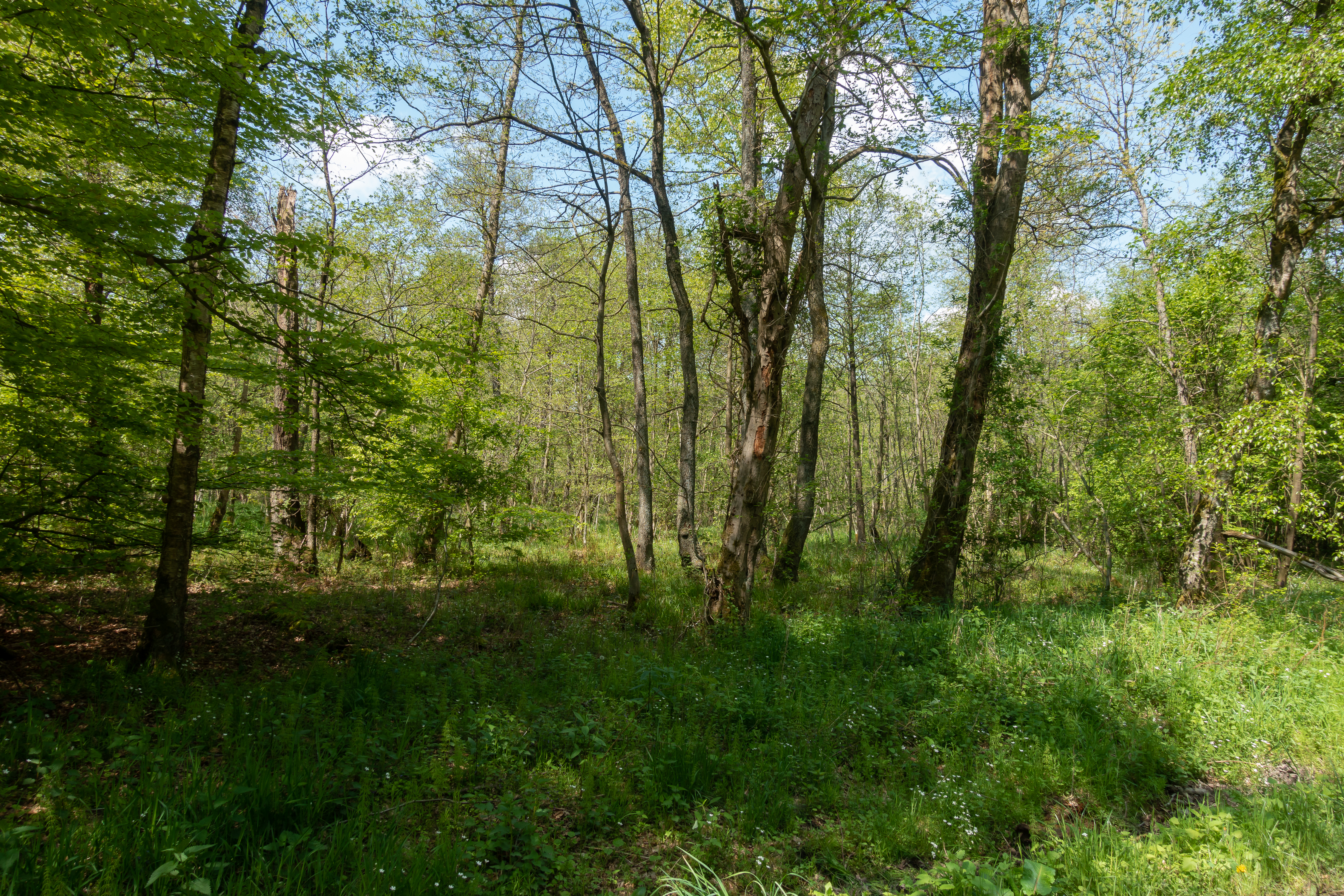
Bruchwald

Das Naturschutzgebiet Mittelbruch mit 14,6 ha Flächengröße liegt im Stadtgebiet von Bad Wünnenberg im Kreis Paderborn. Das Naturschutzgebiet (NSG) wurde 1996 vom Kreistag mit dem Landschaftsplan Büren-Wünnenberg ausgewiesen. Das Gebiet ist seit 2004 auch als Teil des FFH-Gebiet Bredelar, Stadtwald Marsberg und Fürstenberger Wald (DE 4518-305) geschützt, zu dem auch der ganze umgebende Wald gehört. Das NSG gehört seit 2023 zum Vogelschutzgebiet Diemel- und Hoppecketal mit angrenzenden Wäldern.

## Gebietsbeschreibung
Beim NSG handelt es sich um einen Erlen-Eschen- und Bruchwald im Fürstenberger Wald. Das Gebiet ist Brut- und Nahrungshabitat u. a. des Schwarzstorches. Zur weiteren Optimierung sollte laut Ausweisung die mittelfristige Umwandlung von Nadelholzbeständen in standortgerechte Laubwälder erfolgen. Die Erhaltung von Alt- und Totholz ist vorgesehen. Für Bereiche des NSG, welche Privatwald des Grafen von Westphalen sind, wurde 2001 ein Vertrag zum Schutz und Erhaltung geschlossen. Im NSG kommen seltene Tier- und Pflanzenarten vor.